# Rámen

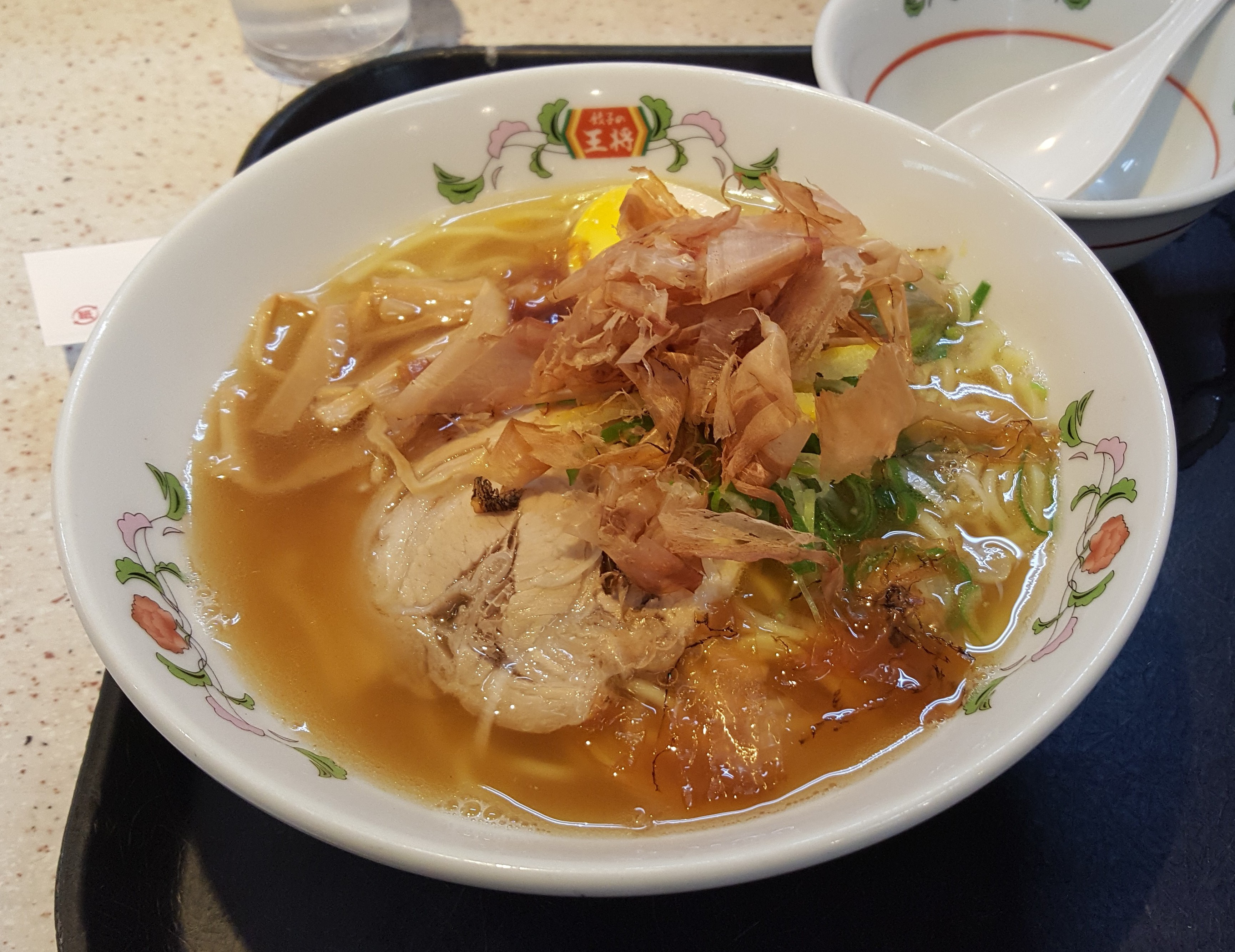
Polévka rámen

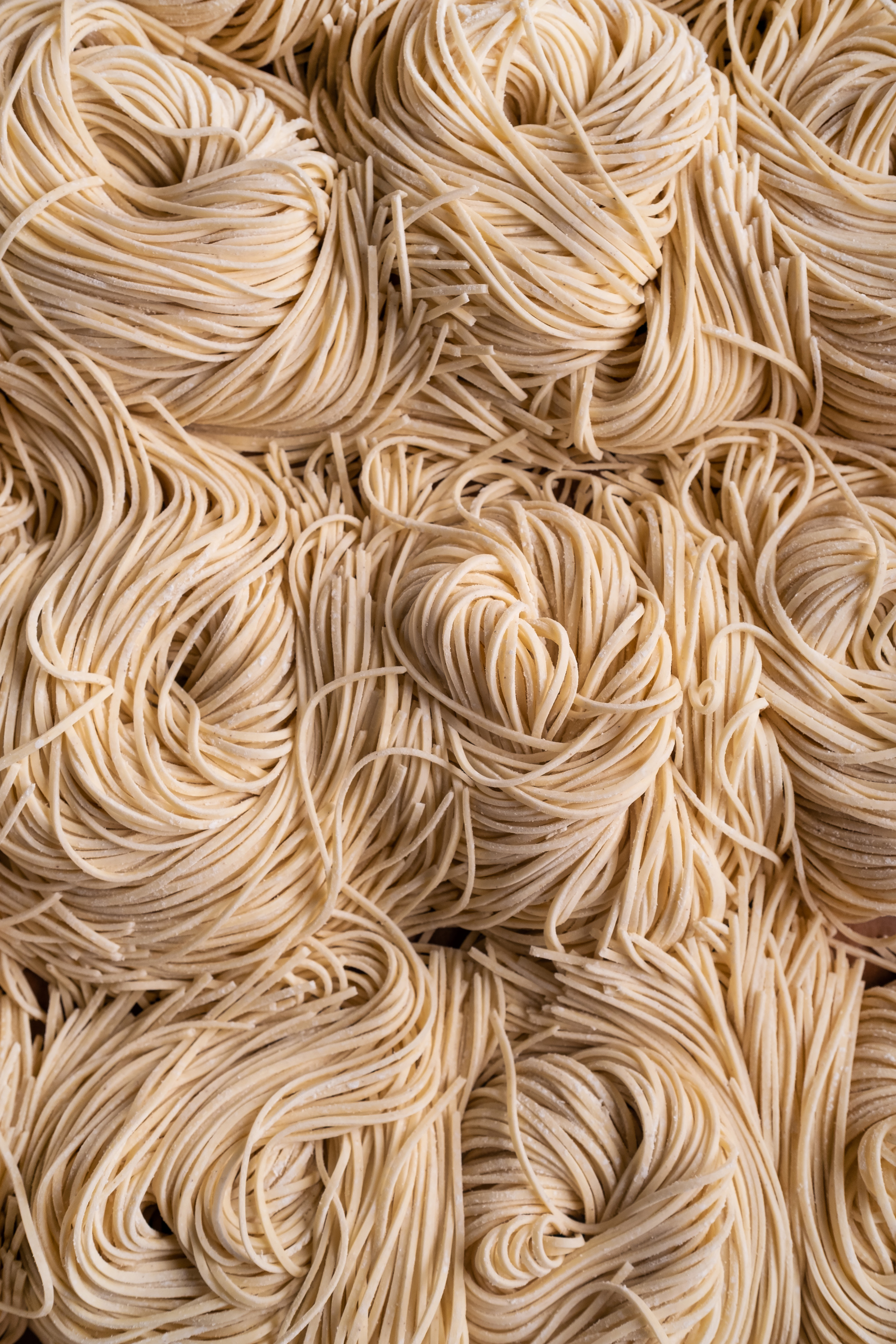
Čerstvé nudle rámen

Rámen či ramen (katakana: ラーメン; kandži: 拉麺,  rámen, [ˈɾaːmɛn]IPA) je nudlová polévka, která získala v průběhu 20. století popularitu v Japonsku a odkud se rozšířila do celého světa.

## Charakteristika
Pokrm je tvořen čtyřmi hlavními ingrediencemi: vývarem či daši, dochucující omáčkou (tare), nudlemi rámen a přílohovými doplňky. Nudle bývají zpravidla zality silným vývarem (vepřovým, hovězím, kuřecím, z mořských plodů nebo ryb či zeleniny či daši) dochuceným „tare“ (typicky např. sojová omáčka -šoju, šijo a miso), pšeničnými nudlemi rámen a doplněny bývají mj. vepřovým masem, čajovým vejcem a často řadou dalších přísad (sušené houby, mořské řasy nori, wakame, marinované bambusové výhonky, jarní cibulka, kombu atd.).
Rámen má výraznou tzv. chuť „pátého typu“, nazvanou svým japonským objevitelem umami („lahodná chuť“), kterou jako první identifikoval v roce 1908 japonský profesor Kikunae Ikeda z Tokijské císařské univerzity.

## Nudle rámen
Nudle rámen se označují také jako alkalické nudle kvůli zvýšenému obsahu zásad. Té je při výrobě dosaženo přidáním kansui (typicky směsi hydrogenuhličitanu sodného a draselného). Nudle bez této přísady, která vedle specifické chuti zaručuje mj. jejich nerozmáčivost, nemohou být podle zvyklostí označovány za rámen nudle.
Oproti jiným typům v Japonsku oblíbených nudlí (jako např. udon, soba či cukemen) mají nudle rámen nejnižší obsah vody (do 30 %) a naopak nejvyšší obsah bílkovin (12,5–14,5 %). Jsou také nejtenčí s průměrem pohybujícím se mezi 1 a 1,3 mm. Napodobeninu nudlí rámen lze vyrobit i v domácích podmínkách s použitím „opečené“ jedlé sody.

### Daši
Daši je nejčastěji vyráběno kombinací kombu (mořské řasy) a kacobuši (sušené tuňákové vločky bonito), ale i třeba houbami šitake či malými sušenými rybami niboši.

## Historie
Rámen je sice velmi populární v Japonsku, které ho také nejvíc proslavilo po světě, pokrm ale vznikl v Číně – podle některých odhadů již před 4000 lety v městě Lan-čou hlavním městě provincie Kan-su. Místní tradičně ručně vyráběné nudle tam jsou i ve 21. století nicméně podávány výhradně v osoleném hovězím vývaru. Odtud se kvůli čínsko-japonské válce dostaly i do Japonska, kde ve 20. století postupně získaly vedle obrovské popularity i mnoho variací.

## Současnost
V Japonsku, kde bylo počátkem 21. století více než 5000 rámen restaurací má téměř každé město a prefektura svůj specifický recept na rámen. Např. typickým rámenem s pastou miso je proslulé Sapporo – hlavní město severního japonského ostrova Hokkaidó. Rámen je však oblíbený i v řadě dalších zemí světa. I přes popularitu v Japonsku se nejvíce rámen nudlí zkonzumuje v Číně, kde se v roce 2020 prodalo 50 miliard balení. Jedná se ale především o instantní verzi. V Japonsku existuje řada různých rámen „stylů“.
Obvyklé typy polévek rámen jsou:
- šoju (sojový)
- tonkocu (vepřový)
- šijo (slaný)
- miso